# Xander
Xander est un prénom masculin, diminutif du prénom Alexander.

## Pseudonyme
- Xander (en) (né en 1988), chanteur danois.

## Prénom
Pour les articles sur les personnes portant ce prénom, consulter les listes générées automatiquement pour Xander